# Wuxi Classic
Wuxi Classic — профессиональный снукерный турнир в Китае. Впервые прошёл (тогда ещё под названием Jiangsú Clássic) 4-8 июня 2008 года в двух городах китайской провинции Цзянсу: Уси (англ. Wuxi) (финал) и Нанкин (англ. Nanjing) (остальная часть турнира). В 2009 году турнир проводился только в Уси, а в 2010 он обрёл своё нынешнее название. В 2012 году турнир приобрёл рейтинговый статус.
Этот турнир является одним из самых первых в сезоне. Обычно в нём принимают участие ведущие профессионалы и несколько местных игроков (некоторые из них — любители, обладатели уайлд-кард).

## Победители
| Год                             | Чемпион                         | Финалист                        | Счёт                            | Сезон                           |                                 |
| Jiangsu Classic (нерейтинговый) | Jiangsu Classic (нерейтинговый) | Jiangsu Classic (нерейтинговый) | Jiangsu Classic (нерейтинговый) | Jiangsu Classic (нерейтинговый) | Jiangsu Classic (нерейтинговый) |
| ------------------------------- | ------------------------------- | ------------------------------- | ------------------------------- | ------------------------------- | ------------------------------- |
| 2008                            | Дин Цзюньхуэй                   | Марк Селби                      | 6:5                             | 2008/09                         |                                 |
| 2009                            | Марк Аллен                      | Дин Цзюньхуэй                   | 6:0                             | 2009/10                         |                                 |
| Wuxi Classic (нерейтинговый)    |                                 |                                 |                                 |                                 |                                 |
| 2010                            | Шон Мёрфи                       | Дин Цзюньхуэй                   | 9:8                             | 2010/11                         |                                 |
| 2011                            | Марк Селби                      | Алистер Картер                  | 9:7                             | 2011/12                         |                                 |
| Wuxi Classic (рейтинговый)      |                                 |                                 |                                 |                                 |                                 |
| 2012                            | Рики Уолден                     | Стюарт Бинэм                    | 10:4                            | 2012/13                         |                                 |
| 2013                            | Нил Робертсон                   | Джон Хиггинс                    | 10:7                            | 2013/14                         |                                 |
| 2014                            | Нил Робертсон                   | Джо Пэрри                       | 10:9                            | 2014/15                         |                                 |

На Jiangsu Classic 2009 Марк Селби сделал свой первый официальный максимальный брейк — 147. Этот же брейк — первый максимальный на турнире. Нил Робертсон повторил это достижение, сделав 147 в первом круге турнира в 2013 г. в матче против Мохаммеда Хаири.